# Gonolobus campii
Gonolobus campii är en oleanderväxtart som beskrevs av G. Morillo. Gonolobus campii ingår i släktet Gonolobus och familjen oleanderväxter. Inga underarter finns listade i Catalogue of Life.